# Siegfried Bieber
Siegfried Bieber (* 21. Mai 1873 in Czersk / Westpreußen; † 25. November 1960 in New York City) war ein deutsch-jüdischer Bankier und Kunstsammler.

## Leben

### Bis 1933

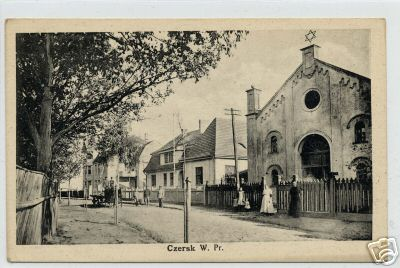
Synagoge Czersk um 1910

Siegfried Bieber wurde 1873 in dem kleinen westpreußischen Ort Czersk geboren, einem abgelegenen, kleinen Dorf am Nordrand der Tucheler Heide, eines dünn besiedelten Wald- und Jagdgebiets. Czersk erhielt um diese Zeit einen Bahnhof an der preußischen Ostbahn, die für den kleinen Ort nun das Tor zur Welt öffnete, nach Westen in Richtung Berlin, nach Osten in Richtung Königsberg (Preußen). Der nun folgende wirtschaftliche Aufschwung war verbunden mit einem raschen Bevölkerungswachstum. 1887 entstand der erste (heute noch bestehende) Holz verarbeitende Industriebetrieb, bald folgten weitere. In Czersk gab es eine kleine Synagogengemeinde mit 105 Mitgliedern im Jahr 1871, deren Zahl auf 229 im Jahr 1885 anwuchs.
Der Vater Siegfried Biebers, Isidor Bieber (1845–1919), betrieb einen Lederhandel, die Mutter, Bertha, geb. Crohn (1844–1900), war Hausfrau.
Siegfried Bieber besuchte in Danzig die Volks- und die Mittelschule. Bieber selbst bezeichnete sich später als Danziger. Paul Wallich und auch Otto Joel, Gründer der Banca Commerciale Italiana (1894) und selbst Danziger, sprachen von Siegfried Bieber als „gebürtigem Danziger“ bzw. „Danziger Landsmann“.
Ab 1896 arbeitete Siegfried Bieber einige Jahre in London bei der französischen Bank Crédit Lyonnais. In der britischen Hauptstadt heiratete er 1897 Josephine Postolka, eine Tschechin aus Österreich-Ungarn. Die Ehe blieb kinderlos. Mit seiner Frau ging Bieber im Jahr 1900 nach New York. Paul Wallich, der ab September 1908 ein sechsmonatiges Volontariat bei Goldman, Sachs & Co. ableistete, traf ihn dort als Leiter des Foreign Exchange Department.
Im Sommer 1911 kehrte Bieber zurück nach London und arbeitete nun bei der dortigen Filiale der von dem Danziger Otto Joel 1894 gegründeten Banca Commerciale Italiana. Einige Monate nach Beginn des Ersten Weltkriegs, Anfang 1915, wurde Siegfried Bieber in einem britischen Sammellager für „feindliche Ausländer“ interniert, wurde im Juni 1916 nach Deutschland entlassen und arbeitete von 1917 bis zum Oktober 1918 im deutsch besetzten Belgien als „kaiserlicher Bankkommissar“.
Auf Anregung von Hans Fürstenberg trat Siegfried Bieber 1919 als persönlich haftender Gesellschafter in die Berliner Handels-Gesellschaft ein, damals ein sehr einflussreiches Kreditinstitut auf dem Gebiet der Abwicklung großvolumiger Bankgeschäfte. 1923 bezog Siegfried Bieber in der Nikischstraße 4 in Berlin-Grunewald eine Villa, die in seinem Auftrag von den Architekten Breslauer & Salinger errichtet worden war. Auf der anderen Seite der Nikischstraße, gegenüber der Villa, lag das weiträumige Anwesen des Verlegers Louis Ullstein. Nur wenige Schritte entfernt wohnten so bekannte Persönlichkeiten wie der Schriftsteller Lion Feuchtwanger und der Kritiker und Essayist Alfred Kerr.
Am 26. Februar 1929 trat Siegfried Bieber der Gesellschaft der Freunde bei. Im März desselben Jahres machten drei Geschäftsinhaber der Berliner Handels-Gesellschaft dem Nobelpreisträger Albert Einstein zu dessen 50. Geburtstag ein Segelboot zum Geschenk; Siegfried Bieber war einer von ihnen.

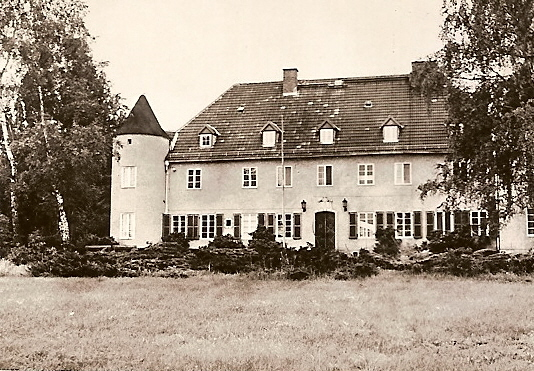
Schloss Dahmshöhe (um 1987)

Ebenfalls 1929 erwarb Siegfried Bieber von Geheimrat Richard Weber aus Berlin das 235 Hektar große Gut Dahmshöhe bei Altthymen, Kreis Templin. Der bei weitem größte Teil der Fläche bestand damals wie heute aus Wald, 30 Hektar wurden als Ackerland ausgewiesen, 40 Hektar als Grünland. Der Viehbesatz bestand aus 5 Pferden und 22 Rindern.
Bieber ging daran, sich hier einen repräsentativen Landsitz zu schaffen, in einigem Abstand zur alten Gutsanlage mit ihren einfachen Wirtschaftsgebäuden. Der Architekt, den er mit dieser Aufgabe betraute, war Paul Schultze-Naumburg, damals einer der namhaftesten Architekten in Deutschland, der schon damals völkischen und antisemitischen Vorstellungen zuneigte. Den 56 000 m² großen Park ließ Siegfried Bieber nach eigenen Detailplanungen anlegen.
Als Siegfried Bieber das neue Haus 1930 bezog, war er 57 Jahre alt und auf dem Höhepunkt seiner beruflichen Laufbahn. Er und seine Frau Josephine waren engagierte Kunstsammler. Ihr Interesse galt besonders der niederländischen Malerei des 17. Jahrhunderts.

### 1933 bis 1945
Das Ehepaar Bieber verließ Deutschland in der ersten Hälfte des Jahres 1935 und wählte als Exil Maroggia, einen kleinen Ort am Luganer See in der Schweiz. Nach dem Verlust der deutschen Staatsangehörigkeit bekam man jedoch einen schweizerischen Pass erst nach sechsjährigem Aufenthalt im Lande. Als Ausweg bot es sich an, das Bürgerrecht im benachbarten Fürstentum Liechtenstein zu beantragen. Wegen der hohen Einbürgerungsgebühr konnten nur wenige Emigranten diesen Weg wählen. Ihren Wohnsitz in der Schweiz durften die Biebers beibehalten.
Nachdem sie schon bei ihrer Emigration aus Deutschland eine „Reichsfluchtsteuer“ in Höhe von 670.000 RM zahlen mussten, wurde das Gut Dahmshöhe 1939 zwangsverkauft. Der Erlös kam auf ein Sperrmark-Konto. Zusammen mit anderen in Deutschland verbliebenen Vermögenswerten wurde der Betrag später „zu Gunsten des Reiches eingezogen“.
1940 verließen die Biebers angesichts des ausgebrochenen Krieges Europa und gingen zunächst nach Ecuador, 1941 konnten sie in die USA emigrieren.

### Nach 1945
Siegfried Bieber starb im November 1960 in den USA, seine Frau zehn Jahre später. Zuvor hatten sie eine Stiftung gegründet, die sich unter anderem der Förderung biomedizinischer Forschungen widmet, die „Siegfried and Josephine Bieber Foundation“. Eine Reihe von Kunstwerken, die von den Biebers noch vor 1933 in Berlin erworben worden waren, vermachte Josephine Bieber dem Metropolitan Museum in New York.

Kunstwerke aus der Sammlung Bieber im Metropolitan Museum of Art
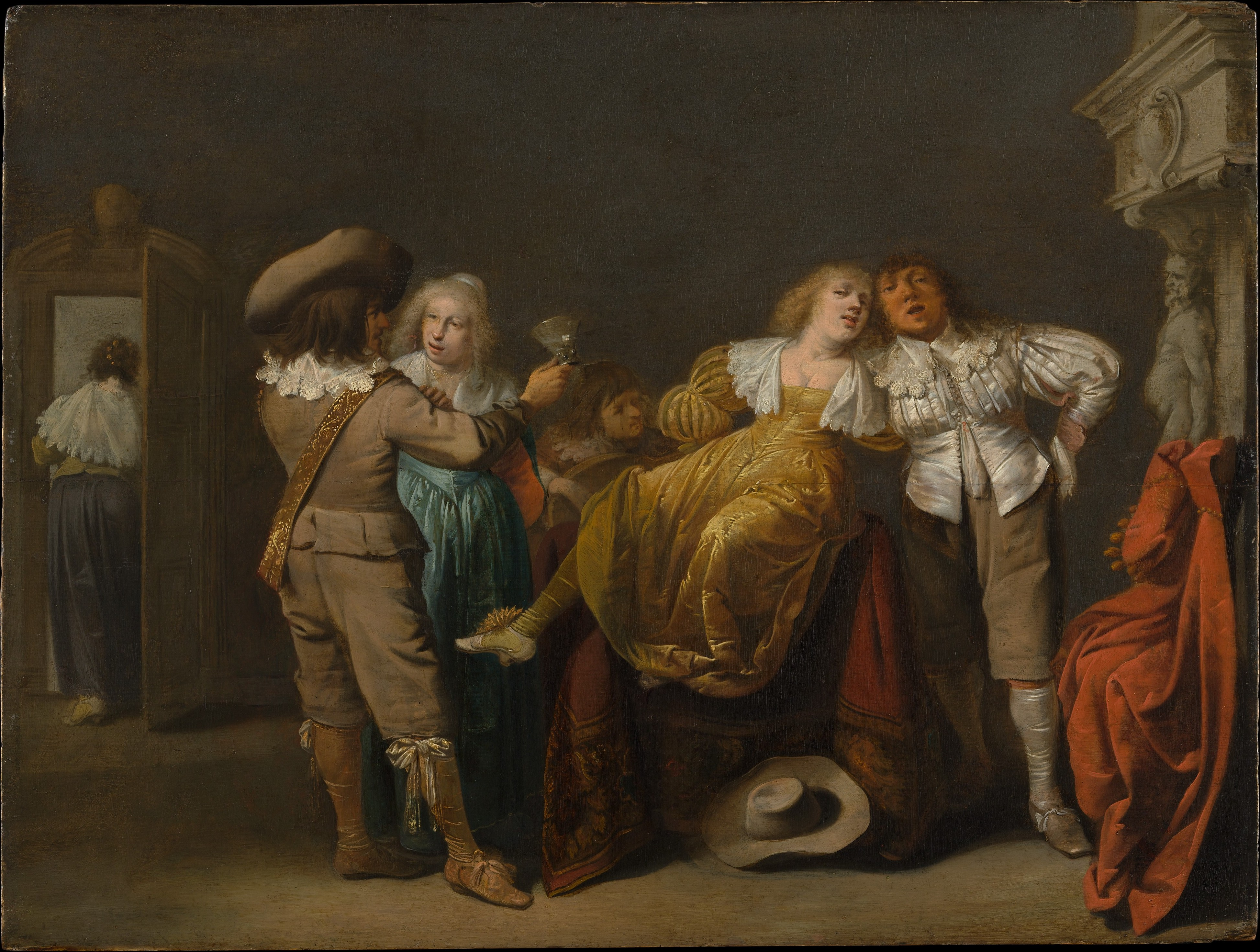
Pieter Quast: Eine Partei der Fröhlichen.
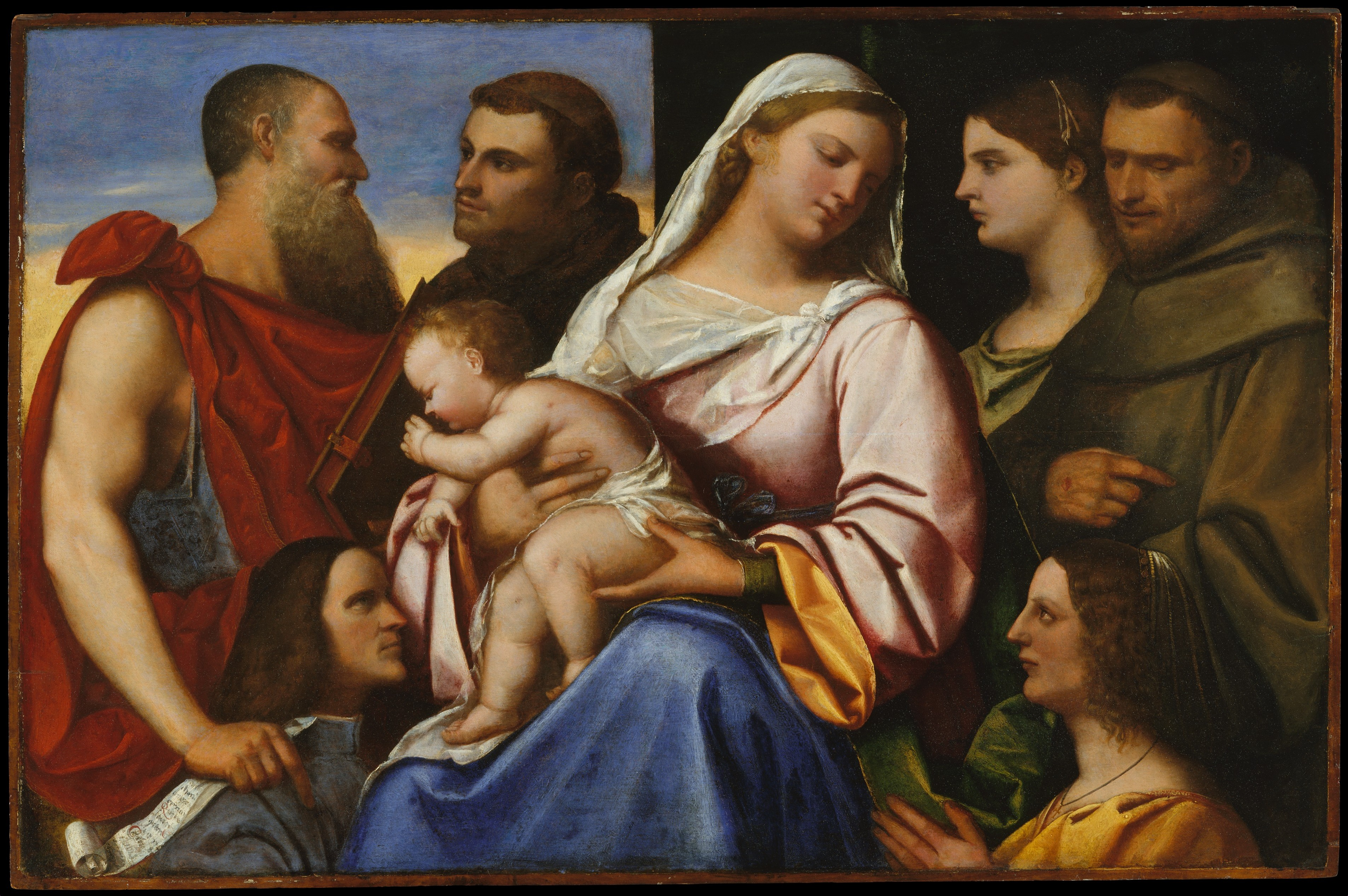
Madonna und Kind mit Heiligen und Spender.
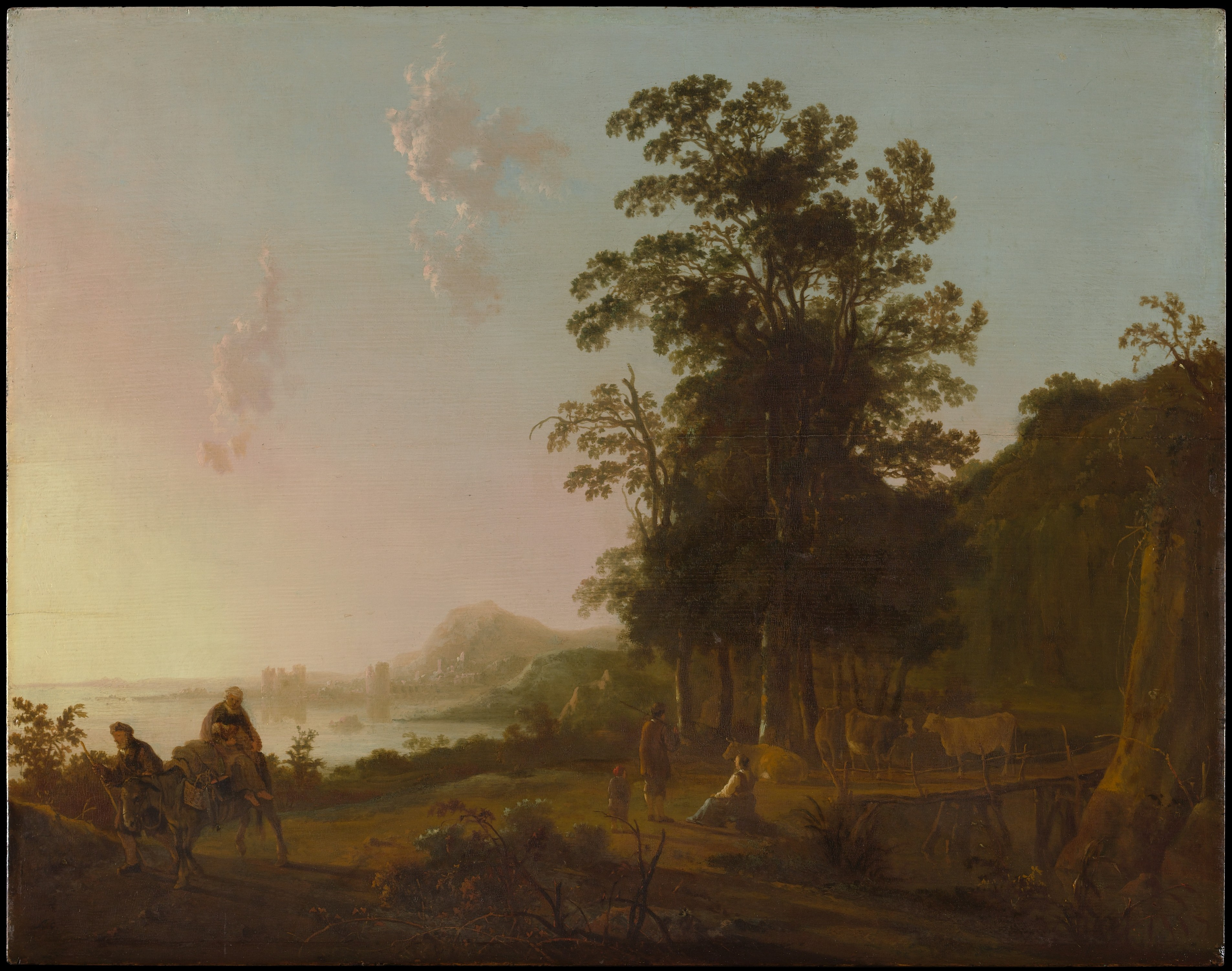
Aelbert Cuyp: Landschaft mit dem Flug nach Ägypten.
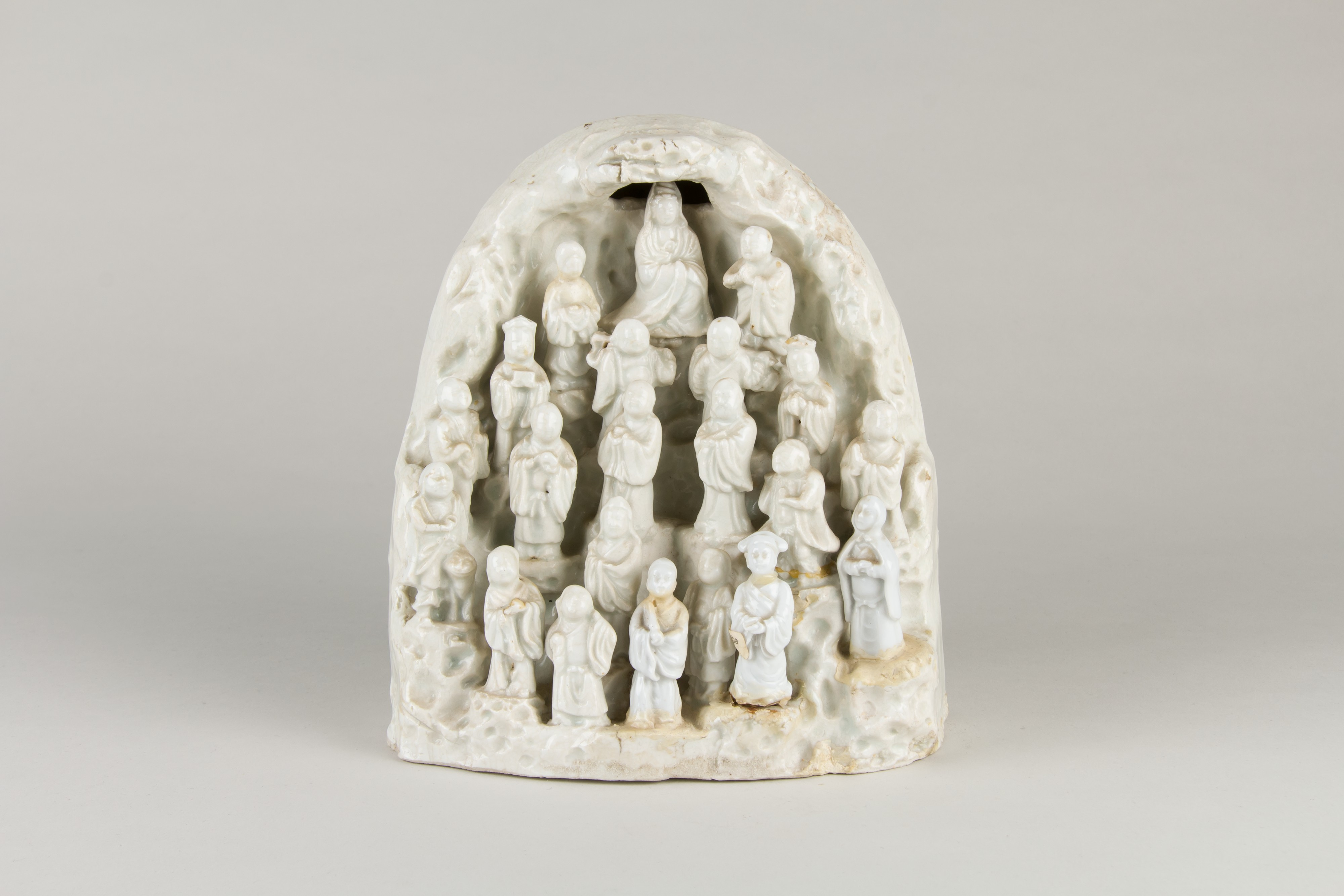
Grotte mit Guanyin und Zwanzig Jüngern.
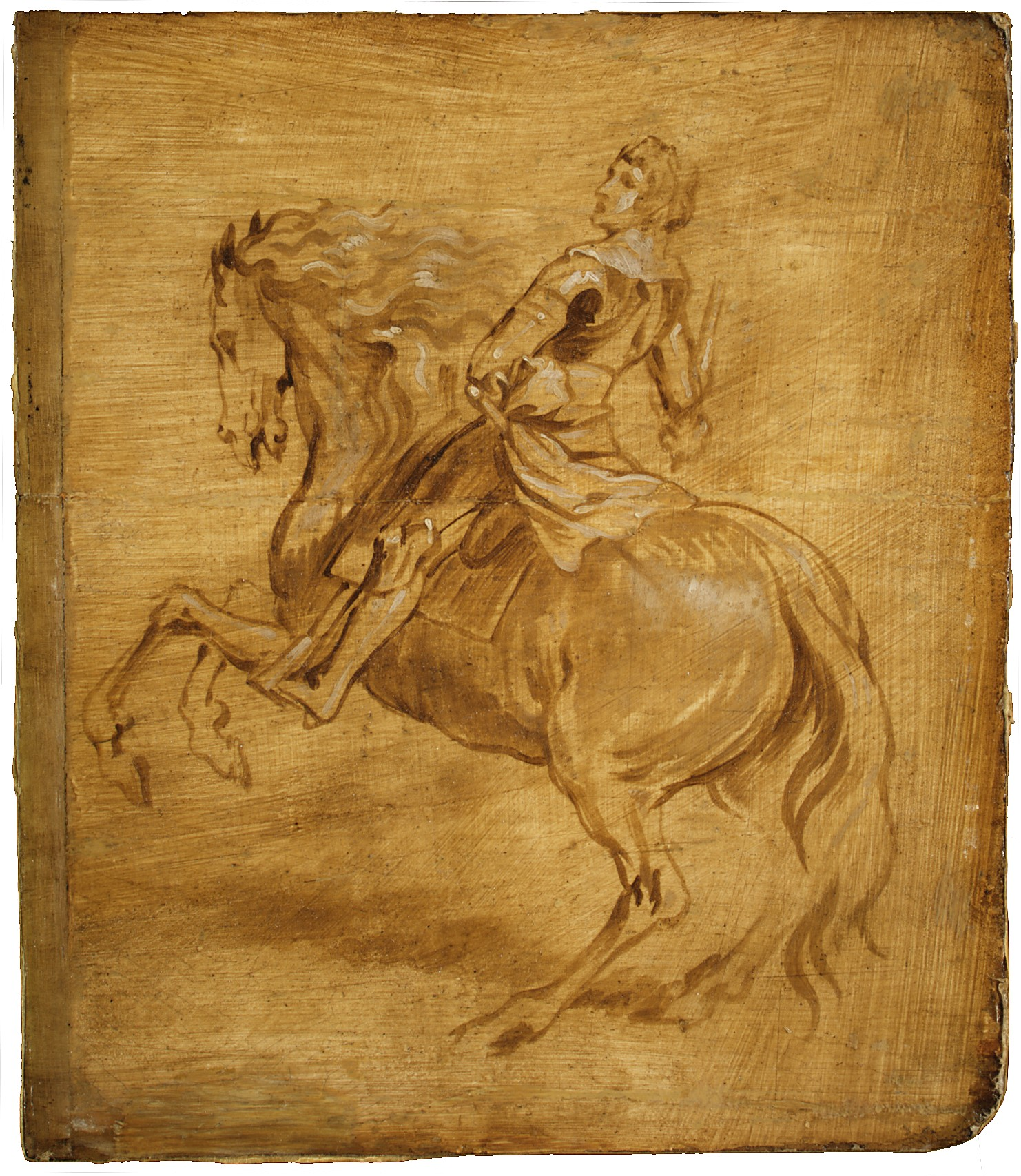
Anthonis van Dyck: Ein Mann reitet auf einem Pferd.
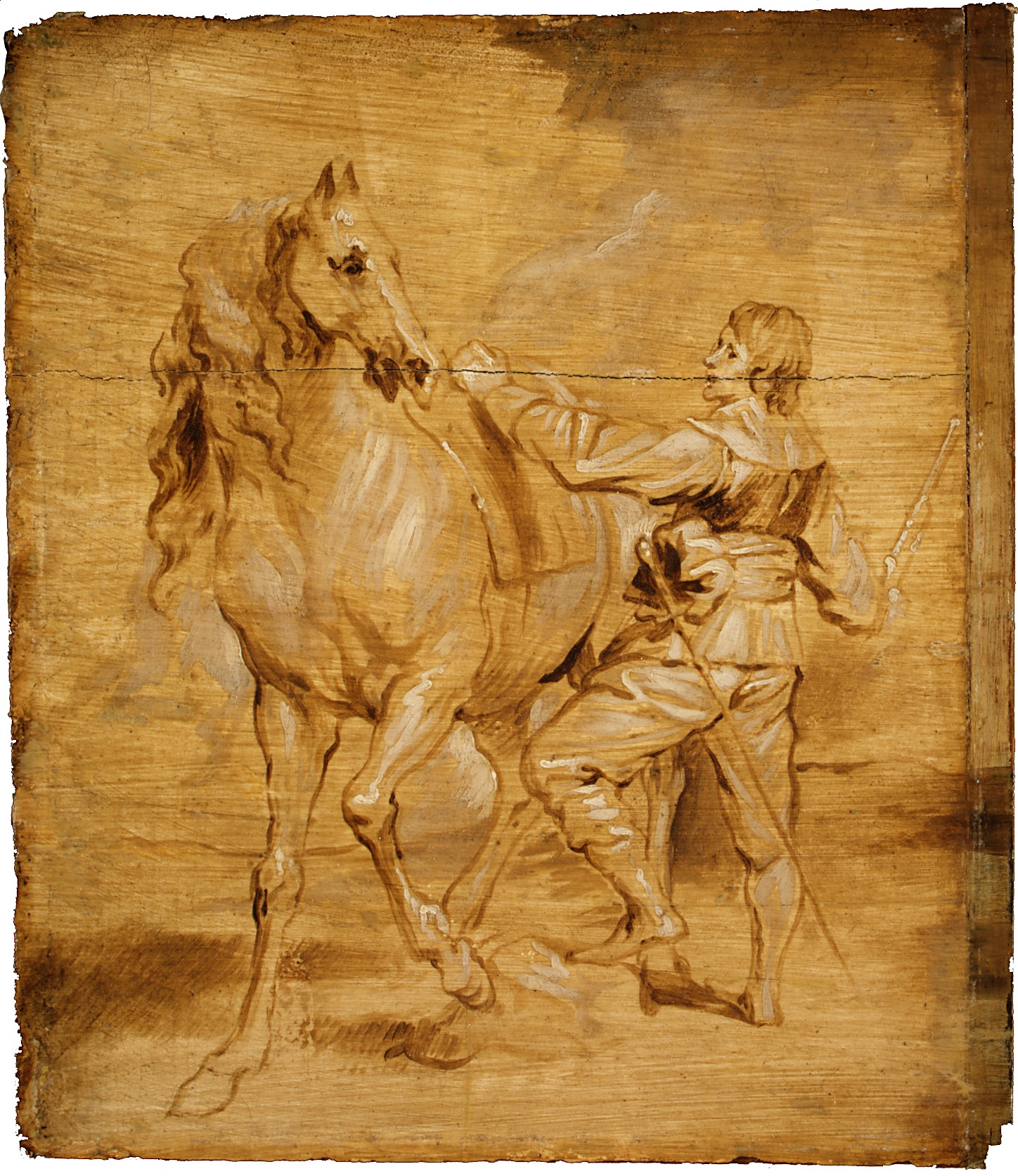
Anthonis van Dyck: Mann, der ein Pferd besteigt.